# ماثيو كونلي
ماثيو كونلي (بالإنجليزية: Matthew Connelly)‏ هو مؤرخ أمريكي، ولد في 25 نوفمبر 1967.